# Phil Woosnam
Phil Woosnam (Powys, 22 de diciembre de 1932 - Dunwoody, Atlanta, 19 de julio de 2013) fue un jugador de fútbol profesional galés que jugaba en la demarcación de delantero. Fue el comisionado de la North American Soccer League entre 1968 a 1983.

## Biografía
Phil Woosnam debutó como futbolista profesional en 1951 con el Wrexham FC. Posteriormente jugó para Manchester City FC, Caersws FC, Aberystwyth Town FC y Sutton United FC antes de unirse al Leyton Orient FC, equipo en el que empezó a asentarse, jugando un total de cinco temporadas. Tras dejar el club en 1959 fue traspasado al West Ham United FC, y tres años después al Aston Villa Football Club. Tras cinco años en el club inglés, Phil se mudó a Estados Unidos para jugar en el Atlanta Chiefs, equipo en el que se retiró en 1968. En su última temporada como futbolista, fue jugador-entrenador del club estadounidense, llegando a se elegido entrenador del año de la NASL. Tras retirarse fue llamado para entrenar a la selección de fútbol de los Estados Unidos.
Phil Woosnam falleció el 19 de julio de 2013 en su casa de Dunwoody, Atlanta, a los 80 años de edad tras complicaciones de su cáncer de páncreas y enfermedad de alzheimer.

## Selección nacional
Durante su etapa en el West Ham jugó para la selección de fútbol de Gales, llegando a jugar un total de 17 partidos en los que marcó tres goles.

## Clubes

### Como jugador
| Club                      | País           | Año       | Partidos | Goles |
| ------------------------- | -------------- | --------- | -------- | ----- |
| Wrexham FC                | Gales          | 1951-1952 | ¿?       | ¿?    |
| Manchester City FC        | Inglaterra     | 1952-1953 | 1        | 0     |
| Caersws FC                | Gales          | 1953      | ¿?       | ¿?    |
| Aberystwyth Town FC       | Gales          | 1953      | ¿?       | ¿?    |
| Sutton United FC          | Inglaterra     | 1953-1954 | ¿?       | ¿?    |
| Leyton Orient FC          | Inglaterra     | 1954-1959 | 108      | 19    |
| West Ham United FC        | Inglaterra     | 1959-1962 | 138      | 26    |
| Aston Villa Football Club | Inglaterra     | 1962-1967 | 111      | 24    |
| Atlanta Chiefs            | Estados Unidos | 1967-1968 | 21       | 9     |

### Como entrenador
| Club                                  | País           | Año       |
| ------------------------------------- | -------------- | --------- |
| Atlanta Chiefs                        | Estados Unidos | 1967-1968 |
| Selección de fútbol de Estados Unidos | Estados Unidos | 1968      |